# 17224 Randoross
A 17224 Randoross (ideiglenes jelöléssel 2000 CP58) a Naprendszer kisbolygóövében található aszteroida. A LINEAR projekt keretében fedezték fel 2000. február 5-én.